# Mazda Tribute
Mazda Tribute — перший позашляховик японського автовиробника Mazda.

## Опис

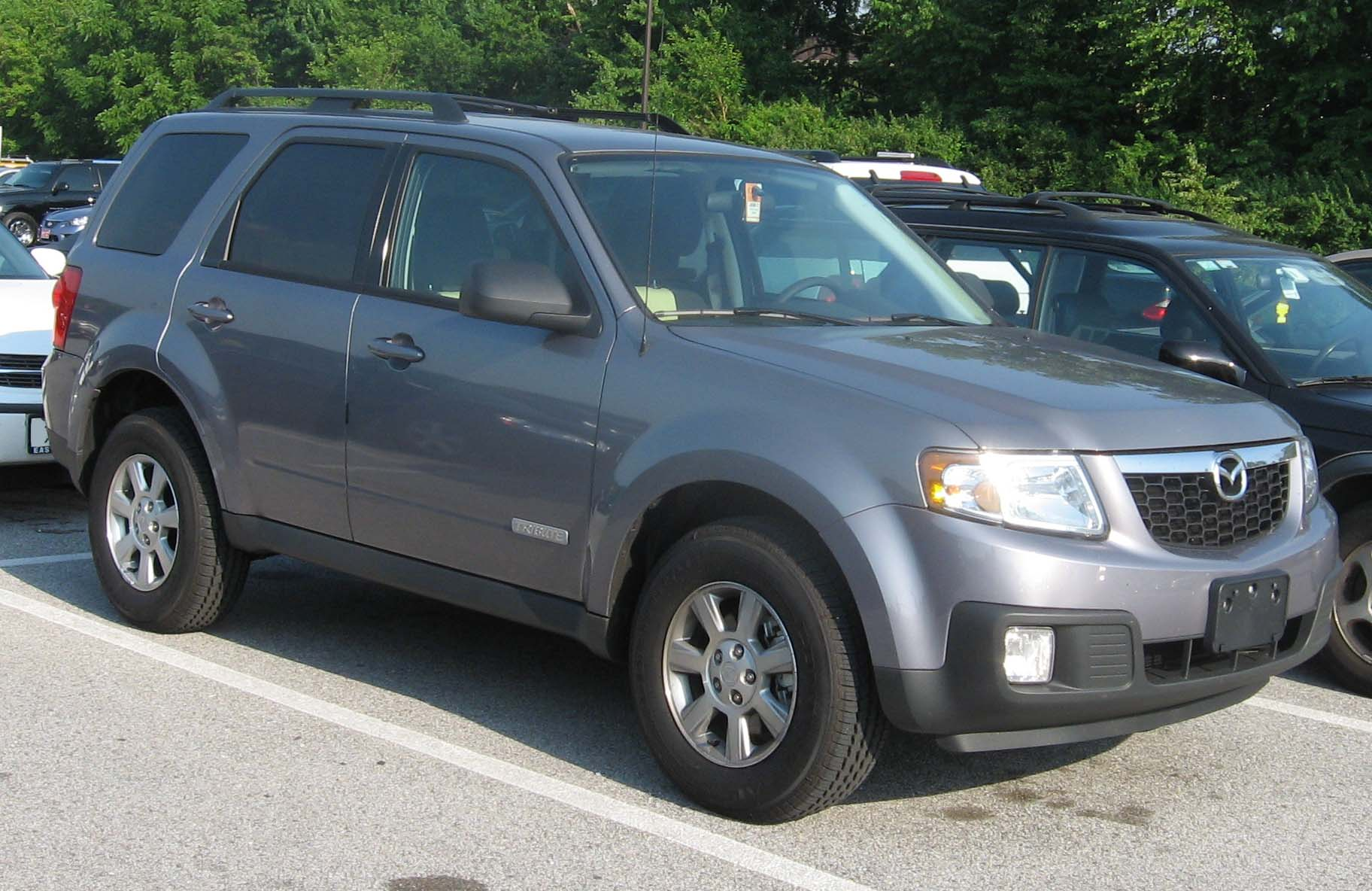
Mazda Tribute (2008-2012)

У січні 2000 року автомобіль дебютував на автосалоні в Лос-Анджелес і надійшов у продаж у вересні того ж року. Tribute була розроблена в тісній співпраці з колишньою материнською компанію Ford, разом з подібними Ford Escape / Mercury Mariner повідомив. Лінійка двигунів трьох автомобілів була ідентична. У 2006 році почалися продажі в Європі. В Азії, автомобіль як і раніше пропонується з дещо іншим виглядом. Mazda Tribute був набагато більш успішним в Європі, ніж в США, і саме тому там в 2007 році вийшла на ринок абсолютно нова модель. Це друге покоління базується на основі Ford Escape.
Описуючи інтер'єр Mazda Tribute, експерти часто порівнюють стиль і якість з інтер'єром Ford Escape. Стандартна комплектація салону моделі включає в себе: кондиціонер, 4 динаміка, CD-плеєр, круїз-контроль. Залежно від комплектації, автомобіль може бути дооснащений: 7 динаміками і більш новою аудіосистемою, а також передніми сидіннями з підігрівом, супутниковим радіо і камерою заднього виду. Передні сидіння автомобіля досить комфортні, хоча другий і третій ряд сидінь не такі зручні за рахунок пласких подушок. У Tribute досить місткий багажник, який можна збільшити, склавши задній ряд сидінь. 
В 2011 році виробництво автомобіля припинили. На заміну їй прийшла Mazda CX-5.

## Двигуни
| Модель    | Циліндри | Клапани | Об'єм см³ | Потужність кВт (к.с.) / об/хв | Крутний момент Нм / об/хв | 0-100 км/год с | Швидкість км/год | Роки виробництва |
| --------- | -------- | ------- | --------- | ----------------------------- | ------------------------- | -------------- | ---------------- | ---------------- |
| Бензинові |          |         |           |                               |                           |                |                  |                  |
| 2.0       | Р4       | 16      | 1988      | 91 (124) / 5300               | 175 / 4500                | 13,5           | 166              | 2000 − 2004      |
| 2.3       | Р4       | 16      | 2261      | 110 (150) / 5700              | 200 / 4000                | 10,7           | 171              | 2004 − 2009      |
| 2.5       | Р4       | 16      | 2488      | 127 (171) / 6000              | 232 / 4000                |                |                  | 2010 − 2012      |
| 3.0 V6    | V6       | 24      | 2967      | 145 (197) / 6000              | 265 / 4750                | 10,5           | 190              | 2000 − 2004      |
| 3.0 V6    | V6       | 24      | 2967      | 149 (203) / 6000              | 262 / 4850                | 10,5           | 188              | 2004 − 2007      |
| 3.0 V6    | V6       | 24      | 2967      | 180 (240) / 6000              | 316 / 4850                |                |                  | 2008 − 2012      |

## Продажі
| Year | Продажі в Австралії | Місце в Австралії |
| ---- | ------------------- | ----------------- |
| 2001 | 6,638               | 30                |
| 2002 | 6,828               | 30                |
| 2003 | 6,394               | 36                |
| 2004 | 5,426               | 46                |
| 2005 | Out Of 50           | N/A               |
| 2006 | Out Of 50           | N/A               |
| 2007 | Out Of 50           | N/A               |
| 2008 | 9                   | 262               |